# Макфадден, Даниел
Даниел Л. Макфа́дден (англ. Daniel L. McFadden; род. 29 июля 1937, Роли) — американский экономист. Лауреат Нобелевской премии 2000 года «За разработку теории и методов для анализа дискретного выбора».
Член Национальной академии наук США (1981).

## Биография
В Миннесотском университете получил степень бакалавра физики в 1957 году и степень доктора философии по экономике в 1962 году.
Работал в Калифорнийском университете (Беркли) и Массачусетском технологическом институте.
Президент Эконометрического общества (1985) и Американской экономической ассоциации (2005).
Награждён медалями Дж. Б. Кларка (1975) и Фриша (1986). Пожертвовал Нобелевскую премию Фонду Общества Восточного залива в целях поддержки образования и искусства.